# Condado de Sussex (Nueva Jersey)
El condado de Sussex (en inglés: Sussex County) fundado en 1753 es un condado en el estado estadounidense de Nueva Jersey. En el 2010 el condado tenía una población de 149,265 habitantes en una densidad poblacional de 107.5 personas por km². La sede del condado es Newton.

## Geografía
Según la Oficina del Censo, el condado tiene un área total de 1388 km² (535,9 mi²), de la cual 1350 km² (521,2 mi²) es tierra y 38 km² (14,7 mi²) (2.75%) es agua.

### Condados adyacentes
- Condado de Orange (Nueva York) - noreste
- Condado de Passaic (Nueva Jersey) - este
- Condado de Morris (Nueva Jersey) - sur
- Condado de Warren (Nueva Jersey) - suroeste
- Condado de Monroe (Pensilvania) - oeste
- Condado de Pike (Pensilvania) - noroeste

## Demografía
En el 2007 la renta per cápita promedia del condado era de $79,434, y el ingreso promedio para una familia era de $89,302. En 2000 los hombres tenían un ingreso per cápita de $50,395 versus $33,750 para las mujeres. El ingreso per cápita para el condado era de $26,992 y el 4.00% de la población estaba bajo el umbral de pobreza nacional.
El censo de Estados Unidos de 2010 contó 149 265 personas, 54 752 hogares y 40 626 familias en el condado. La densidad de población era 287,6 por milla cuadrada (111,0/km2). Había 62.057 unidades de vivienda con una densidad media de 119,6 por milla cuadrada (46,2/km2). La composición racial fue 93,46 % (139 504) blanca, 1,79 % (2677) negra o afroamericana, 0,16 % (234) nativa americana, 1,77 % (2642) asiática, 0,02 % (36) isleña del Pacífico, 1,19 % (1783) de otras carreras, y 1,60% (2.389) de dos o más razas. Hispanos o latinos de cualquier raza eran el 6,44% (9.617) de la población.

## Localidades

### Boroughs
Andover |
Branchville |
Franklin |
Hamburg |
Hopatcong |
Ogdensburg |
Stanhope |
Sussex

### Pueblos
Newton

### Municipios
Andover |
Byram |
Frankford |
Fredon |
Green |
Hampton |
Hardyston |
Lafayette |
Montague |
Sandyston |
Sparta |
Stillwater |
Vernon |
Walpack |
Wantage

### Lugares designados por el censo
Byram Center |
Crandon Lakes |
Highland Lakes |
Lake Mohawk |
Vernon Center |
Vernon Valley

### Áreas no incorporadas
Augusta |
Glenwood |
Hainesville |
Hopewell |
Layton |
McAfee |
Stockholm

### Libros y materiales
- Armstrong, William C. Pioneer Families of Northwestern New Jersey (Lambertville, New Jersey: Hunterdon House, 1979).
- Cawley, James S. and Cawley, Margaret. Exploring the Little Rivers of New Jersey (New Brunswick, New Jersey: Rutgers University Press, 1942, 1961, 1971, 1993). ISBN 0-8135-0684-0
- Chambers, Theodore Frelinghuysen. The Early Germans of New Jersey: Their History, Churches, and Genealogies (Dover, New Jersey, Dover Printing Company, 1895), passim.
- Cummings, Warren D. Sussex County: A History (Newton, New Jersey: Newton Rotary Club, 1964). NO ISBN
- Cunningham, John T. Railroad Wonder: The Lackawanna Cut-Off (Newark, New Jersey: Newark Sunday News, 1961). NO ISBN
- Documents Relating to the Colonial, Revolutionary and Post-Revolutionary History of the State of New Jersey [Title Varies]. Archives of the State of New Jersey, 1st-2nd series. 47 volumes. (Newark, New Jersey: 1880–1949). NO ISBN

### Mapas y atlas
- Map of Jonathan Hampton (1758) in the collection of the New Jersey Historical Society, Newark, New Jersey.
- Hopkins, Griffith Morgan. Map of Sussex County, New Jersey. (1860) [Reprinted by the Sussex County Historical Society: Netcong, New Jersey: Esposito (Jostens), 2004.]
- Beers, Frederick W. County Atlas of Warren, New Jersey: From actual surveys by and under the direction of F. W. Beers (New York: F.W. Beers & Co. 1874). [Reprinted by Warren County Historical Society: Harmony, New Jersey: Harmony Press, 1994].
- Hagstrom Morris/Sussex/Warren counties atlas (Maspeth, New York: Hagstrom Map Company, Inc. 2004).